# Doliocarpus brevipedicellatus
Doliocarpus brevipedicellatus är en tvåhjärtbladig växtart. Doliocarpus brevipedicellatus ingår i släktet Doliocarpus och familjen Dilleniaceae.

## Underarter
Arten delas in i följande underarter:
- D. b. brevipedicellatus
- D. b. hilarianus